# 麥克爾斯菲爾德 (英國國會選區)

選區在柴郡的位置

麥克爾斯菲爾德（英語：Macclesfield），英國國會一郡選區，位於柴郡柴郡東東北部，包括昔日麥克爾斯菲爾德區東部。
設於1832年，1885年為前應選兩席的自治市選區。本區自1918年以來一直支持保守黨。2010年大選中大衛·拉特利以47.0%選票首次當選，接替退休的尼古拉斯·溫特頓。